# Der Bäbu
Der Bäbu ist eine komische Oper (auch Spieloper) in drei Akten nach einem Libretto von Wilhelm August Wohlbrück mit der Musik von Heinrich Marschner (Op. 98). Die Uraufführung erfolgte unter der Leitung des Komponisten am 19. Februar 1838 in Hannover im Königlichen Hoftheater im Leineschloss.

## Inhalt
Der Titel der Oper greift eine indische Ehrenbezeichnung auf, die im Englischen „Babu“ oder „Baboo“ geschrieben wird. Die folgende Inhaltsangabe ist einem unter dem Namen „Dr. Mensching“ (Adolf Mensching?) veröffentlichten Aufsatz über Marschners Oper entnommen, der 1842 in drei Folgen in der Prager Zeitschrift Ost und West: Blätter für Kunst, Literatur und geselliges Leben erschien. Menschings Text wurde hier lediglich an die heutige Rechtschreibung angepasst.

### Vorgeschichte und erster Akt
Der Bäbu ist ein Hindu, der durch sein verschlagenes, schmiegsames und biegsames heuchlerisches Wesen sich ebensowohl als Haupt der Fakirs geltend zu machen, als das Vertrauen der Europäer zu erwerben weiß und beides benutzt, um sich selbst zu bereichern und dann in üppiger Ruhe des Lebens zu genießen. Denn der fromme Enkel der Braminen ist den sinnlichen Genüssen nicht abhold, namentlich ein großer Freund des versüßten Wassers. An diese Figur reiht sich die Verbindung und zum Teil die Entwicklung der beiden Geschichten. Der Bäbu, dies die Grundlage der einen, ist mit einem Afghanen-Häuptling, Ali genannt, in einem Prozess begriffen, der vor dem englischen Gericht geführt wird, und den er durch Bestechung der Zeugen und Verfälschung einer Urkunde zu gewinnen weiß. Zugleich hat er auf Dilafrose, die Tochter Alis, ein Auge geworfen und hält bei dem Vater um sie an, wird aber von dem stolzen Muselmann mit Hohn und Verachtung zurückgewiesen.
Dilafrose ist mit einem Engländer, Forester, durch die Bande der Ehe und innigsten Liebe verbunden. Um das Leben ihres Geliebten zu retten, dessen Gesundheit dem indischen Klima erlegen, hat sie einst in der Meinung, sie halte ihn von seiner Rückkehr in die Heimat zurück, sich in den Fluss gestürzt, ist aber durch einen glücklichen Zufall gerettet. Forester ist dann, da er Dilafrose tot glaubt, nach England gegangen, und hat sich dort aus Rücksichten der Dankbarkeit mit Eva, einer jungen Engländerin, verlobt. Vor seiner Verheiratung nach Indien zurückberufen, findet er dort seine Dilafrose wieder. Doppelt gebunden, sucht er sich jetzt der einen Fessel zu entledigen, und um nun ganz Dilafrose anzugehören, lässt er seinen Tod ebenfalls nach England berichten; Eva, ganz verlassen, kommt nun nach Kalkutta zu einer Freundin, Lady Wrougthon, um sich dort in der Zerstreuung des gesellschaftlichen Lebens über den Verlust ihres Bräutigams zu trösten. Sie flößt einem jungen Offizier, Mosely, bedeutendes Interesse ein, so dass er bald in ein freundschaftliches Verhältnis zu ihr tritt und um ihre Liebe wirbt.
Forester indes, von der Ankunft Evas unterrichtet, sucht die Entfernung derselben zu bewirken, verlässt heimlicherweise seine Gattin und kommt verkleidet nach Kalkutta. Liebe und Eifersucht gehen Hand in Hand; kaum argwohnt Dilafrose, dass ihr Gatte sie getäuscht, als sie ihn schon abwendig wähnt und in ihrem Schmerz an der Brust des Vaters Trost und Hilfe sucht.
Dieses die Voraussetzungen der Handlung, wie sie teils in dem Dramatischen des ersten Aktes exponiert, teils in den Erzählungen der Personen gegeben sind. Die eigentliche Handlung beginnt mit dem Finale des ersten Aktes auf einem im Hause der Lady Wrougthon veranstalteten Maskenball. Alle Personen, deren Leben durch das Schicksal in Konflikt gebracht ist, Forester, Eva, Dilafrose, Mosely und der Bäbu, finden sich hier, zum Teil maskiert und unerkannt, zusammen; Forester maskiert mit der Absicht sich von Eva zu befreien, Mosely, um ihre Liebe zu gewinnen, Dilafrose um sich von der Untreue ihres Gatten zu überzeugen, und der Bäbu mit lüsternen Blicken und Absichten auf das schöne Türkenkind.
Diese Situation gibt für die Musik einen herrlichen Ruhepunkt ab, von wo aus sie sich durchaus frei bewegen kann. Das geschäftige Treiben der Diener beim Anordnen des Festes, dabei der Bäbu als Schaffner, wie er selbstgefällig sein Werk betrachtet und sich höchst komisch bewegt; nachher die verschiedenen Maskenzüge mit Ballett; alles dies wird mit schöner und höchst charakteristischer Musik begleitet.
Forester erscheint als Wahrsager, und nachdem er bei manchen seine Kunst geübt und unter anderem dem Bäbu den Tod durch den Strick prophezeit hat, wendet er sich an einem einsamen Ort an Eva, warnt sie vor dem längeren Aufenthalt in Kalkutta und mahnt zu schleuniger Rückkehr. Er entdeckt, dass Mosely sie liebt, gibt sich darauf zu erkennen und verschwindet, von den Dienern der Lady verfolgt.

### Zweiter Akt
Im Anfang des zweiten Akts finden wir ihn an einem einsamen Ort im Garten der Lady; ermattet und ermüdet lässt er sich auf einem Ruhebett nieder und schlummert ein. Eine sanfte Musik begleitet seine Träume, die sich in einzelnen, auf sein Verhältnis zu Eva bezüglichen, Ausrufungen äußern. Dilafrose hat ihn immer verfolgt und nähert sich, um mit Hilfe persischer Zauberkünste seine Gemütsstimmung zu erkunden. Die Pantomime wird hier von einer wahrhaft zauberhaften Musik begleitet. Es ist, als ob ein Geist in den Tönen hernieder schwebte, die befangene Seele zu befreien, dass sie so klar wie ein Spiegel daliege vor dem Blicke der Liebe. Sie mündet in einen zarten Gesang der Zauberei aus, welchen Forester im Traume erwidert. Sein treuliebendes Herz offenbart sich darin. Dilafrose, von dem Gefühl ihres Glücks überwältigt, erweckt ihn  mit einem Kuss; er stürzt in ihre Arme und ihre Herzen ergießen sich in einem Duett von dem höchsten lyrischen Schwung.
Der Bäbu indes verfolgt auch seinen Plan und lässt Dilafrose gewaltsam entführen. Wir sehen ihn in seiner Wohnung im Schiwatempel, umringt von Fakirs, die die ihm Loblieder singend sich in Wein und Wohlgerüchen berauschen. Hier treffen nun die beiden Fabeln zusammen, Forester erscheint beim Bäbu, und dieser verrät ihm in der Trunkenheit, dass er die Urkunde Alis gegen eine falsche umgetauscht habe und im Besitz der echten sei. Diese Sache mit Hilfe der Gerichte weiter zu untersuchen begibt er sich weg, und der Bäbu setzt seine Schlemmerei fort, und voll Sinnenlust und Rachgier freut er sich seines Opfers.

### Dritter Akt
Der dritte Akt beginnt mit der Versöhnung Foresters mit Eva, die nun Moselys Braut wird. Die Nachricht von Dilafroses Entführung unterbricht die Versöhnungsszene, und da der Verdacht auf den Bäbu fällt, so dringt alsbald Forester mit den Seine in den Schiwatempel ein. Der Bäbu hat sich unterdessen Dilafrose genähert; diese aber reizt ihn mit bezaubernder Anmut zum Tanz, so dass er bald trunken und betäubt niederfällt. Mittlerweile ist Forester bis zur Tür des Gemaches vorgedrungen, und Dilafrose darf nur einmal mit Schrecken die verschlossene Tür vergeblich zu öffnen versuchen, als sie schon von außen geöffnet wird und die Befreite ihrem Vater und Geliebten in die Arme fällt. Der schurkische Bäbu wird nun entlarvt und bestraft, und Forester darf die zum dritten Mal gewonnene Geliebte nun ruhig und glücklich besitzen.

## Gestaltung
Der Bäbu ist eine Oper mit zahlreichen Musiknummern (Solo-, Ensemblenummern und Chöre, Ballette), gesprochenen Dialogen und verschiedenen Sprech- und stummen Rollen.

Theaterzettel der Uraufführung

Benefiz für Marschner

### Orchester
Die Orchesterbesetzung der Oper enthält die folgenden Instrumente:
- Holzbläser: Piccoloflöte, zwei Flöten, zwei Oboen, zwei Klarinetten, zwei Fagotte
- Blechbläser: vier Hörner, drei Posaunen
- Pauken, Schlagzeug: große Trommel, Becken, Triangel
- Streicher: zwei Violinen, Bratsche, zwei Violoncelli, zwei Kontrabässe

### Musiknummern
Im 1838 veröffentlichten „Text der Gesänge“ und dem gedruckten Klavierauszug sind die folgenden Musiknummern enthalten:
Erster Akt
- Nr. 1. Introduktion (Ali, Bäbu, Muton, Rhotun Ghoos, Chor)
- Nr. 2. Duett (Ali, Bäbu)
- Nr. 3. Duett (Ali, Dilafrose)
- Nr. 4. Romanze (Dilafrose)
- Nr. 5. Szene. Arioso und Arie (Forester)
- Nr. 6. Finale (Bäbu, Lady, Mosely, Eva, Mary, Tynebutt, Forester, Chor)
  - a) Arie
  - b) Duett
  - c) Terzettino
  - d) Festchor
  - e) Marsch der Zwerge und andrer Aufzüge
  - f) Wahrsagerszene
  - g) Matrosenchor
  - h) Schlusssatz

Zweiter Akt
- Nr. 7. Szene. Romanze und Duett (Forester, Dilafrose)
- Nr. 8. Rezitativ und Lied (Dilafrose)
- Nr. 9. Quintett (vier Vermummte, Dilafrose)
- Nr. 10. Chor. Rezitativ. Lied mit Chor (Chor der Hurkarus, Bäbu, Gosain)
- Nr. 11. Lied (Bäbu)
- Nr. 12. Szene und Arie (Bäbu)

Dritter Akt
- Nr. 13. Quintett mit Chor (Eva, Lady, Mosely, Forester, Ali)
- Nr. 14. Chor der Fakirs
- Nr. 15. Finale (Bäbu, Dilafrose, Forester, Ali, Gosain, Eva, Lady, Mosely, Rhotun Ghoos, Chor)

## Werkgeschichte

### Entstehung

Bäbu-Fantasien von Carl Czerny

Das Stück wurde um 1836/37 komponiert. Angeregt wurden Wohlbrück und Marschner zum Plan der Oper wohl durch die Lektüre des anonym erschienenen Buches Der Bäbu – Lebensbilder aus Ostindien (Original: The Baboo and Other Tales Descriptive of Society in India. Smith, Elder, and Co., London 1834; von Augustus Prinsep, ergänzt von seinem Bruder Henry Thoby Prinsep. Übersetzung: Karl Andree).
Aus diesen „Lebensbildern“ hatte Marschner von Wohlbrück einen Operntext erbeten, mit der Motivierung, das „Wah! Wah!“ der Hindupriester müsse einen großen Effekt machen, mehr aber hatte der Komponist für das Szenarium nicht angedeutet. Wohlbrück verzweifelte bis zuletzt an seiner Arbeit. Unter den in Kalkutta befindlichen Personen sind sieben Engländer, fünf Muslime und zwölf Hindus. Unter letzteren ist auch der Bäbu Brischmohun Bonurschi als Sirdar des Gouverneurs und Haupt der Fakire. Um diesen Schlemmer, Betrüger, Falschmünzer und Trunkenbold drehte sich die Handlung. Trotz des großen Beifalls empfand man die Musik als zu artifiziell und übermäßig gedehnt. Ausgezeichnet waren der Bariton Traugott Gey als Bäbu, die Sopranistin Adele Jazedé als Dilafrose, um derentwillen Marschner gegen seine Gewohnheit die Oper in Hannover uraufführen ließ sowie der Tenor Eduard Holzmiller (1806 bis nach 1845) als Forester. Es wurden ihm 150 Taler für seine Arbeit garantiert, und die Wiederholung der Vorstellung war als Benefiz geplant, aber die Kasse musste zu dem eigentlichen Gewinn 23 Taler ergänzen. Seinen Klavierauszug der Oper widmete Marschner der Frau des französischen Thronfolgers, Helene Louise Elisabeth. Er wurde von  G. W. Fink positiv rezensiert. Aufführungsmaterialien verkaufte Marschner nach Dresden, Stuttgart, Kopenhagen und Amsterdam.

### Wirkungsgeschichte
Der Bäbu erlebte in Hannover nur fünf Aufführungen, in Frankfurt fiel er noch 1838 durch, er wurde jedoch auch in Breslau und Kopenhagen (Det Kongelige Teater ombygges) gegeben. Georg Harrys, der Marschner kritisch gegenüberstehende Herausgeber des hannoverschen Feuilletons Die Posaune, hielt „Marschner’s neueste Oper im Allgemeinen weniger für den Erguß eines vollen, poetischen Gemütes, als die Arbeit des nachdenkenden, bedächtig schaffenden Verstandes. […] Der ‚Bäbu‘ nun entbehrt selbst […] eines natürlichen und verständlichen Zusammenhanges von Interesse kann keine Rede sein. Ein gemeiner Schlemmer, ein dummer Betrüger, ein tölpelhafter Falschmünzer, ein Trunkenbold bildet die widrige Hauptfigur.“ Marschner selbst beschrieb das Echo auf die Premiere gegenüber Carl Herloßsohn jedoch wie folgt: „‚Der Bäbu‘ ist endlich am 19. glücklich vom Stapel gelaufen, und zwar mit dem glücklichsten Erfolg. Es wurde alles mit Beifall, der sich bis zum Schluß steigerte, aufgenommen, und ich, Dem. Jazedé als Dilafrose und Gey als Bäbu, welche beide vortrefflich waren, herausgerufen. Ich fürchtete, die große Kälte (wir hatten 15 Grad) würde die Leute zurückhalten, sich in das gänzlich ungeheizte, ungeheuer zugige Theater zu setzen. Aber es war entsetzlich voll, und die Leute applaudierten, soviel sie konnten, trotz erstarrter Hände und Pelzhandschuhe. Heute, am 22., ist die Oper wieder, und zwar zu meinem Benefice.“
Die Idee von Marschners Verleger Friedrich Hofmeister, der Musik einen neuen Text zu unterlegen, hielt der Komponist für unmöglich. An den Theaterdirektor Carl Christian Schmidt in Leipzig schrieb Marschner humorvoll: „Anbei die erste Abfüttrung mit Manuscript von Bäbu, Alles andre sobald wie immer möglich ist, aber eher nicht. Du wirst erstaunt sein, über die Eleganz meiner diesmaligen Schreiberei, – – aber es ist für Dich!! Lebe wohl, u. behalte lieb Deinen Freund Heinr. Marschner“.

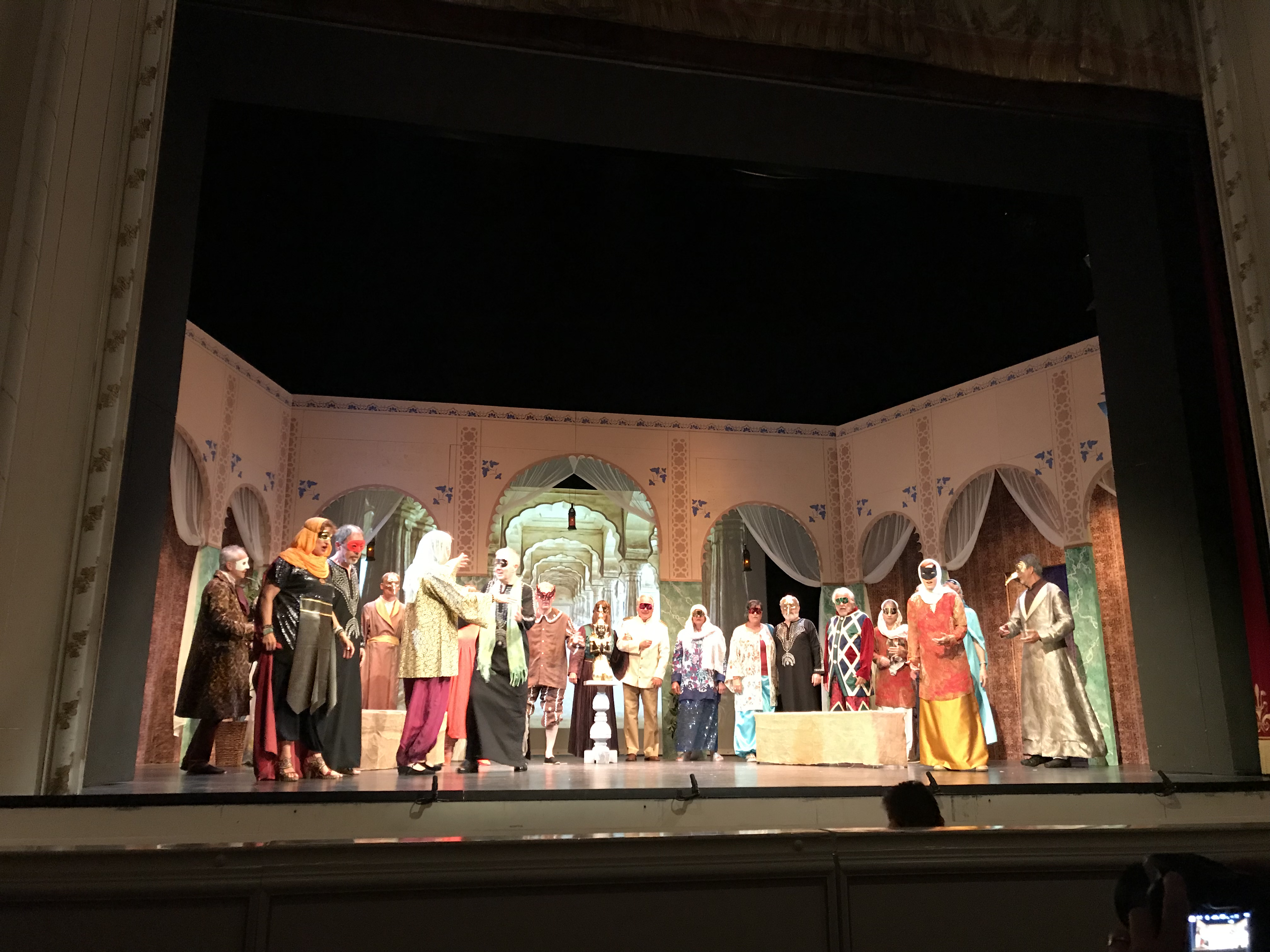
Der Bäbu in Neuburg a. d. D. 2018

Carl Czerny veröffentlichte 1840 ein Potpourri für Klavier mit dem Titel Drei brillante Fantasien über die ausgewählten Motive aus der Oper Bäbu von H. Marschner.
1890 verwies bereits Eduard Danzig und 1901 empfahl der Marschner-Biograph Georg Münzer den Bäbu zur neuerlichen Einstudierung, die Musik sei geistvoll, entzückend und voller Humor; der Bäbu scheine auch in seiner ursprünglichen Gestalt lebensfähig, doch bemerkt Münzer, dass der Bäbu durch eine Neubearbeitung noch wirksamer werden könnte, und er legte 1907 selbst eine Bearbeitung vor, bei der es keinen Aufführungsnachweis gibt. Bislang gibt es – abgesehen von der Ouvertüre – noch keine annähernd vollständige Aufzeichnung der Musik für den Rundfunk oder auf Tonträgern. Um 1930 kam es durch Leopold Hirschberg und Curt Neumann zu einer Kurzversion (Stuttgart) und 1933 hatte es bereits den Versuch einer weiteren Rundfunk-Bearbeitung durch Erwin von Clarmann für den NDR gegeben, Ali Ben Bäbu.
Im Juli 2018 spielte die Neuburger Kammeroper den Bäbu in einer Bearbeitung des Regisseurs Horst Vladar. Das Bühnenbild stammte von Michele Lorenzini. Die musikalische Leitung hatte Alois Rottenaicher.

## Aufnahmen
- Ouvertüre (Marschner-Ouvertüren), Staatliche Slowakische Philharmonie Košice, Dirigent: Alfred Walter (Marco Polo)